# Estallar
Estallar es el undécimo álbum del grupo argentino Attaque 77, cuyo lanzamiento fue el 3 de noviembre de 2009 y el 24 de noviembre en CD/DVD, que incluye un documental de la grabación del disco en las sierras de Córdoba e imágenes de un show realizado el 9 de mayo en Villa Ballester. Este es el primer disco del grupo sin la presencia de Ciro Pertusi, quien dejó la banda en diciembre de 2008. El primer corte de difusión fue la canción "Días de desempleo".

## Grabación y contenido
Fue producido por Mariano Martínez, grabado durante gran parte de 2009 en Estudios "Tierra de Nadie" en Tanti, Córdoba.
Es el primer álbum como un trío, luego de la partida de Ciro Pertusi. En este disco se encuentran más canciones con la voz de Luciano Scaglione, como el caso de "Tucho", que cuenta la historia de un nieto que heredó la "vendetta" que la mafia le había jurado a su abuelo, por lo que no podía regresar a Italia a riesgo de que lo maten.

El primer corte de difusión fue "Días de desempleo", incluyendo su video filmado en Buenos Aires. Esta canción demuestra la situación de desempleo del país durante la década de los 90'.
"Estallar" relata la situación de la banda luego del alejamiento de Ciro Pertusi y demuestra la fuerza, deseo y determinación de Attaque 77 de seguir adelante. "Desamor" recuerda a las canciones románticas más lentas de Ramones. "Cruz" asume una postura crítica con respecto al manejo del poder de las religiones históricamente en la humanidad.
"Memoria" es un homenaje al trabajo realizado por las Abuelas de Plaza de Mayo. Se relata una historia de dos hermanos que se reencuentran 30 años después.
"Dales poder"  trata sobre aquellos que desean ayudar y que cuando toman poder se olvidan de todo. Otro corte fue "Tiempo perdido", y a sus pocos días incluyó video.

El disco contiene 15 temas más una pista adicional, el cual es una versión de "Días de desempleo" mezclada por Cristian Lago. A través de un concurso en "Cuál es?", Mario Pergolini solicitó a sus oyentes que realizaran una mezcla de "Días de desempleo", para esto se subieron las pistas abiertas para que se pueda realizar la mezcla deseada. 
Las canciones que contienen sus propios vídeos son "Días de desempleo", "Tiempo perdido", "Desamor", "Memoria" y "Sueños" (del DVD de Estallar).

## Canciones
- Todos los temas fueron compuestos por Mariano Martínez, Luciano Scaglione y Leo De Cecco.

1. Días de desempleo - 3:46
2. Dales poder - 4:38
3. Memoria - 2:25
4. Qué nos sucedió? - 4:22
5. Desamor - 3:25
6. Anormal - 3:20
7. Disfraz - 2:24
8. Cruz - 3:53
9. Tiempo perdido - 3:47
10. Dar pelea - 5:09
11. Des-esperar - 2:37
12. Sueños - 4:11
13. Apesta - 5:51
14. Tucho - 4:06
15. Estallar - 4:51
16. Días de desempleo (Versión de Cristian Lago) - 3:46

## Miembros
- Mariano Martínez: Voz líder y guitarra.
- Luciano Scaglione: Bajo, voz y contrabajo en "Tucho".
- Leo De Cecco: Batería.